# Marta Dziadura
Marta Dziadura (22 febbraio 1981) è una pentatleta polacca.

## Palmarès
In carriera ha conseguito i seguenti risultati:
- Mondiali:

Mosca 2004: oro nel pentathlon moderno staffetta a squadre.
Città del Guatemala 2006: oro nel pentathlon moderno individuale, staffetta a squadre ed a squadre.
Berlino 2007: argento nel pentathlon moderno staffetta a squadre.
- Europei

Budapest 2006: oro nel pentathlon moderno staffetta a squadre.